# Krzywy Domek

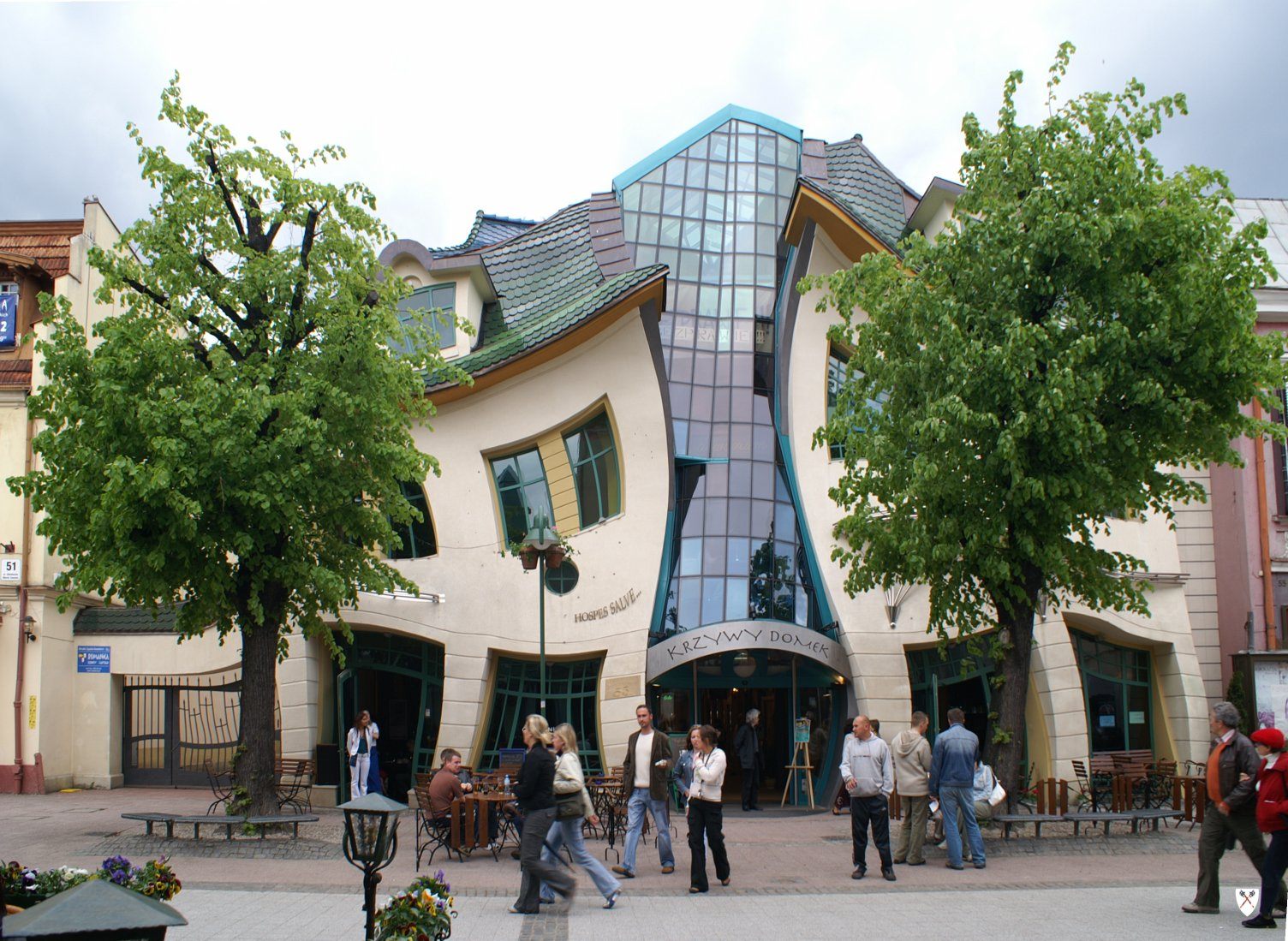
Krzywy Domek.

Krzywy Domek är ett oregelbundet utformat hus i staden Sopot nära Gdańsk i Polen. Det ligger vid Bohaterów Monte Cassino-gatan i Sopots centrum och inhyser ett köpcentrum.
Huset ritades av arkitektbyrån Szotyńscy & Zaleski och stod färdigt 2004. Dess ovanliga utformning, inspirerad av verk av sagoboksillustratören Jan Marcin Szancer och den svenske grafikern Per Dahlberg, har gjort det till en av stadens sevärdheter. År 2013 placerade CNN Krzywy Domek på listan över Europas mest egendomliga byggnader.